# Campionato oceaniano femminile under 19 di calcio
Il Campionato oceaniano femminile under 19 di calcio (noto anche come OFC U-19 Women's Championship) è la più importante competizione internazionale oceaniana di calcio femminile riservata alle atlete di età inferiore a 19 anni ed è disputato tra le Nazionali femminili under 19 dei Paesi affiliati alla OFC. Ha cadenza biennale ed il primo torneo fu disputato nel 2002, come competizione under 19. Tra il 2006 e il 2015 è stato riservato alle under 20, salvo poi ritornare all'idea originale. Le finaliste di ogni edizione guadagnano la qualificazione al Campionato mondiale femminile under 20 di calcio.
Campione in carica è la Nuova Zelanda, che ha vinto l'edizione 2023.

## Edizioni
Le edizioni del 2008 e quella del 2022 non sono state disputate.
| 2002 | Tonga              | Australia     | 6 - 0               | Nuova Zelanda      | Tonga              | 2 - 0               | Samoa           |
| 2004 | Papua Nuova Guinea | Australia     | girone all'italiana | Papua Nuova Guinea | Isole Salomone     | girone all'italiana | —               |
| 2006 | Samoa              | Nuova Zelanda | 6 - 0               | Tonga              | Papua Nuova Guinea | 4 - 1               | Samoa           |
| 2010 | Nuova Zelanda      | Nuova Zelanda | girone all'italiana | Isole Cook         | Tonga              | girone all'italiana | Samoa Americane |
| 2012 | Nuova Zelanda      | Nuova Zelanda | girone all'italiana | Papua Nuova Guinea | Nuova Caledonia    | girone all'italiana | Samoa           |
| 2014 | Nuova Zelanda      | Nuova Zelanda | girone all'italiana | Papua Nuova Guinea | Tonga              | girone all'italiana | Vanuatu         |
| 2015 | Tonga              | Nuova Zelanda | girone all'italiana | Samoa              | Vanuatu            | girone all'italiana | Nuova Caledonia |
| 2017 | Nuova Zelanda      | Nuova Zelanda | girone all'italiana | Figi               | Papua Nuova Guinea | girone all'italiana | Nuova Caledonia |
| 2019 | Isole Cook         | Nuova Zelanda | 5 - 2               | Nuova Caledonia    | Tahiti             | 4 - 1               | Vanuatu         |
| 2023 | Figi               | Nuova Zelanda | 7 - 0               | Figi               | Samoa              | 2 - 1               | Isole Cook      |
| 2025 | Polinesia francese |               |                     |                    |                    |                     |                 |

## Medagliere
| Pos. | Paese              | Oro | Argento | Bronzo | Totale |
| ---- | ------------------ | --- | ------- | ------ | ------ |
| 1    | Nuova Zelanda      | 8   | 1       | 0      | 9      |
| 2    | Australia          | 2   | 0       | 0      | 2      |
| 3    | Papua Nuova Guinea | 0   | 3       | 2      | 5      |
| 4    | Tonga              | 0   | 1       | 3      | 4      |
| 5    | Figi               | 0   | 1       | 1      | 2      |
| 5    | Nuova Caledonia    | 0   | 1       | 1      | 2      |
| 5    | Samoa              | 0   | 1       | 1      | 2      |
| 6    | Isole Cook         | 0   | 1       | 0      | 1      |
| 7    | Isole Salomone     | 0   | 0       | 1      | 1      |
| 7    | Tahiti             | 0   | 0       | 1      | 1      |
| 7    | Vanuatu            | 0   | 0       | 1      | 1      |

### Partecipazioni e prestazioni nelle fasi finali
Legenda
- 1ª – Campione
- 2ª - Secondo posto
- 3ª - Terzo posto
- QF – Quarti di finale
- – Nazione ospite

Per ogni torneo, viene indicata la bandiera del Paese ospite e, tra le parentesi, il numero di squadre che vi hanno partecipato.
| Nazionale          | 2002 (7) | 2004 (3) | 2006 (8)   | 2010 (4)   | 2012 (4)   | 2014 (4)   | 2015 (5)   | 2017 (6)   | 2019 (11)  | 2023 (10)  | 2025 (8)   | Totale |
| ------------------ | -------- | -------- | ---------- | ---------- | ---------- | ---------- | ---------- | ---------- | ---------- | ---------- | ---------- | ------ |
| Australia          | 1ª       | 1ª       | membro AFC | membro AFC | membro AFC | membro AFC | membro AFC | membro AFC | membro AFC | membro AFC | membro AFC | 2      |
| Figi               | Gironi   | •        | Gironi     | •          | •          | •          | •          | 2ª         | Gironi     | 2ª         | q          | 6      |
| Isole Cook         | Gironi   | •        | •          | 2ª         | •          | •          | •          | •          | Gironi     | 4ª         | q          | 5      |
| Isole Salomone     | •        | 3ª       | Gironi     | •          | •          | •          | •          | •          | Gironi     | QF         | •          | 4      |
| Nuova Caledonia    | •        | •        | Gironi     | •          | 3ª         | •          | 4ª         | 4ª         | 2ª         | QF         | q          | 7      |
| Nuova Zelanda      | 2ª       | •        | 1ª         | 1ª         | 1ª         | 1ª         | 1ª         | 1ª         | 1ª         | 1ª         | q          | 10     |
| Papua Nuova Guinea | •        | 2ª       | 3ª         | •          | 2ª         | 2ª         | •          | 3ª         | Gironi     | Gironi     | •          | 7      |
| Samoa              | 4ª       | •        | 4ª         | •          | 4ª         | •          | 2ª         | 5ª         | Gironi     | 3ª         | q          | 8      |
| Samoa Americane    | Gironi   | •        | •          | 4ª         | •          | •          | •          | •          | Gironi     | •          | •          | 3      |
| Tahiti             | •        | •        | •          | •          | •          | •          | •          | •          | 3ª         | QF         | q          | 3      |
| Tonga              | 3ª       | •        | 2ª         | 3ª         | •          | 3ª         | 5ª         | 6ª         | Gironi     | Gironi     | q          | 9      |
| Vanuatu            | •        | •        | Gironi     | •          | •          | 4ª         | 3ª         | •          | 4ª         | QF         | q          | 6      |
| Nazionale          | 2002     | 2004     | 2006       | 2010       | 2012       | 2014       | 2015       | 2017       | 2019       | 2023       | 2025       | Totale |